# Stefan Zweig
Stefan Zweig (/ʃ'tɛfan tsvaɪk/; Viena, Austria-Hungría; 28 de noviembre de 1881-Petrópolis, Brasil; 22 de febrero de 1942) fue un escritor, biógrafo y activista social austríaco, posteriormente nacionalizado británico, en la primera mitad del siglo XX. Zweig alcanzó distinción en varios géneros (poesía, ensayo, cuento y obras de teatro), más notablemente en sus interpretaciones de personajes imaginarios e históricos. En el apogeo de su carrera literaria, en las décadas de 1920 y 1930, fue uno de los escritores más traducidos y populares del mundo.
Zweig se crio en Viena, Austria-Hungría. Sus obras estuvieron entre las primeras que protestaron contra la intervención de Alemania en la Primera Guerra Mundial y fue muy popular entre las décadas de 1920 y 1930. Escribió estudios históricos sobre figuras literarias famosas, como Honoré de Balzac, Charles Dickens y Fiódor Dostoyevski en Drei Meister (1920; Tres maestros), y sobre acontecimientos históricos decisivos en Momentos estelares de la humanidad (1927). Escribió asimismo biografías, siendo particularmente conocidas las de María Estuardo y Fouché, una obra mitad biografía y mitad novela histórica. Otra de sus biografías, la dedicada a María Antonieta, fue adaptada al cine con el mismo título en 1938.  Entre sus obras de ficción más conocidas se encuentran Carta de una desconocida (1922), Amok (1922), Miedo (1925), La confusión de los sentimientos (1927), Veinticuatro horas en la vida de una mujer (1927), la novela psicológica Ungeduld des Herzens (La piedad peligrosa, 1939) y Novela de ajedrez (1941).
En 1934, como consecuencia del ascenso del Partido Nazi en Alemania y el establecimiento del régimen del Ständestaat (Austrofascismo) en Austria, Zweig emigró a Inglaterra y, en 1940, se trasladó brevemente a Nueva York y posteriormente a Brasil, donde se estableció. En sus últimos años, se declararía enamorado del país, escribiendo sobre él en el libro Brasil, Tierra del Futuro. Sin embargo, con el paso de los años, Zweig se fue desilusionando y angustiando cada vez más ante el futuro de Europa, y él y su esposa Lotte fueron encontrados muertos por una sobredosis de barbitúricos en su casa de Petrópolis el 23 de febrero de 1942; habían fallecido el día anterior. Su obra ha servido de inspiración para varias adaptaciones cinematográficas. Las memorias de Zweig, Die Welt von Gestern (El mundo de ayer, 1942), son famosas por su descripción de la vida durante los últimos años del Imperio austrohúngaro bajo Francisco José I y se han considerado el libro más famoso sobre el Imperio Habsburgo.

## Biografía
Zweig fue hijo de una familia judía acomodada. Su padre, Moritz Zweig, fue un acaudalado fabricante textil, y su madre, Ida Brettauer Zweig, hija de una familia de banqueros italianos.
Estudió en la Universidad de Viena, donde obtuvo el grado académico de doctor en filosofía. También realizó cursos sobre historia de la literatura, que le permitieron codearse con la vanguardia cultural vienesa de la época. En ese ambiente, hacia 1901, publicó sus primeros poemas, una colección titulada Silberne Saiten (Cuerdas de plata), influida por Hugo von Hofmannsthal y Rainer Maria Rilke.

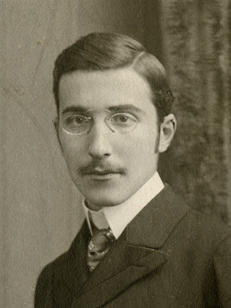
Stefan Zweig, circa 1900.

En 1904 apareció su primera novela, género de especial frecuencia en su carrera. Zweig desarrolló un estilo literario muy particular, que aunaba una cuidadosa construcción psicológica con una brillante técnica narrativa.
Además de sus propias creaciones en teatro, periodismo y ensayo, Zweig trabajó en traducciones de autores como Paul Verlaine, Charles Baudelaire y Émile Verhaeren.

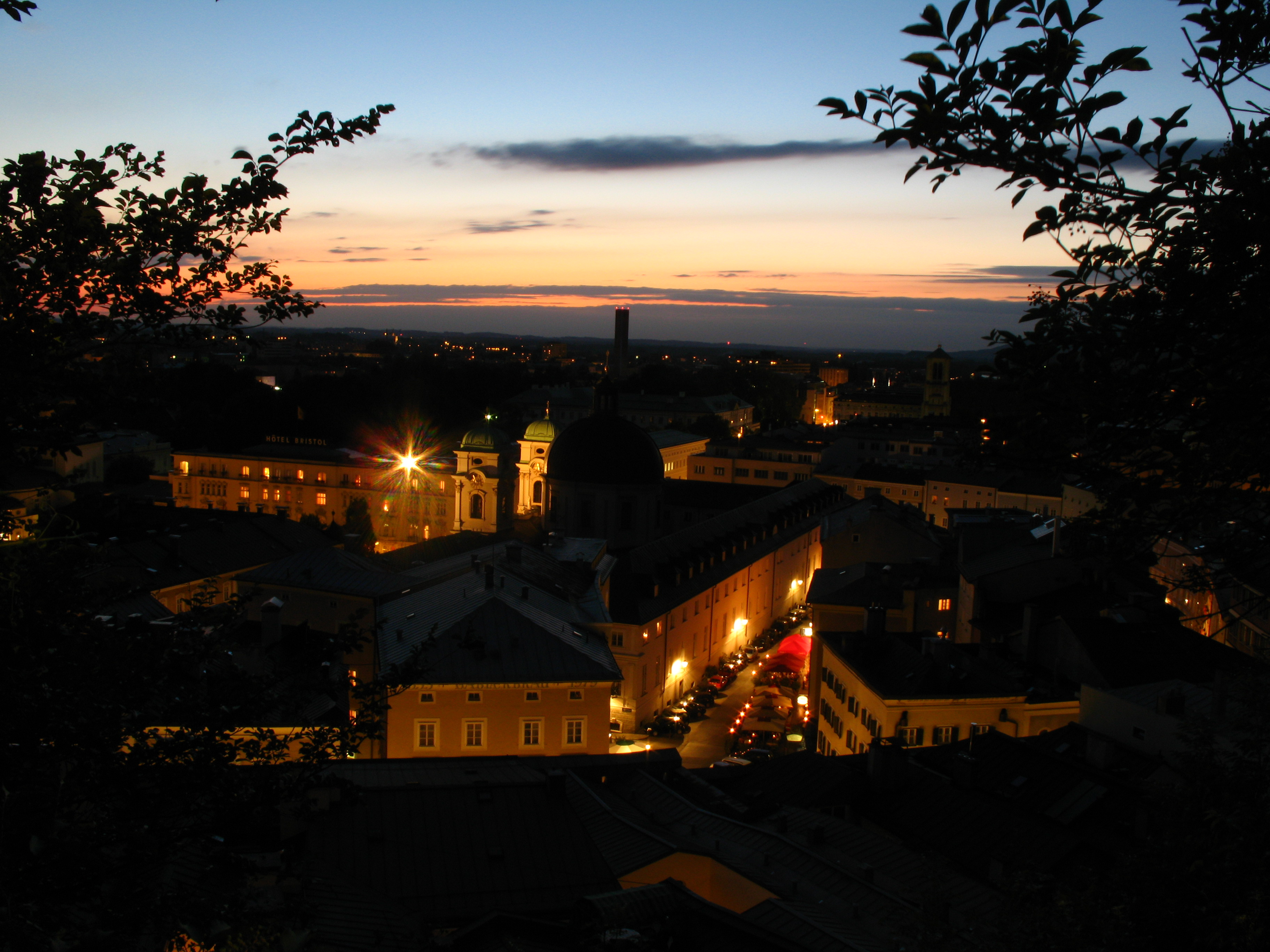
Panorámica de la calle Stefan Zweig, Kapuzinerberg, Salzburgo, Austria.

En 1910 visitó la India y en 1912, América del Norte. En 1913 se estableció en Salzburgo, donde habría de vivir durante casi veinte años.
Durante la Primera Guerra Mundial, y luego de haber servido en el Ejército austrohúngaro por algún tiempo como empleado de la Oficina de Guerra, pues había sido declarado como no apto para el combate, se exilió a Zúrich (Suiza) gracias a sus convicciones antibelicistas influidas por Romain Rolland, entre otros.
De este período es Jeremías, obra antibélica que escribió mientras estaba en el ejército del Imperio Austrohúngaro, publicada durante su exilio en Suiza. Esta pieza teatral bíblica inspirada en la guerra europea fue exhibida en Nueva York hacia 1939, en plena Segunda Guerra Mundial.
De inmediato se radicó en Suiza, donde trabajó como corresponsal para la prensa libre vienesa y produjo algunos trabajos en diarios húngaros. Gracias a sus amistades, entre las que estaban Eugen Relgis, Hermann Hesse y Pierre-Jean Jouve, pudo publicar sus visiones apartidistas sobre la turbulenta realidad europea de aquellos días.
Conoció a Thomas Mann y a Max Reinhardt.
La solvencia económica de su familia le permitió practicar su gran pasión: viajar; así adquirió la gran consciencia de tolerancia que ha quedado plasmada en sus obras, las primeras en protestar de esa manera en contra de la intervención de Alemania en la guerra.
Después del armisticio de 1918 pudo retornar a Austria: volvió a Salzburgo, donde en 1920 se casó con Friderike Maria Burger von Winternitz, a quien había conocido ocho años antes y quien también era una admiradora de su obra.
Como intelectual comprometido, desde la década de 1920, Zweig se posicionó con vehemencia contra las doctrinas nacionalistas y el espíritu revanchista de la época. De todo eso escribió en una larga serie de novelas y dramas, en lo que fue el período más productivo de su vida.
El relato histórico Momentos estelares de la humanidad, que publicó en 1927, se mantiene entre sus libros más exitosos.
En 1928 Zweig viajó a la Unión Soviética. Dos años después visitó a Albert Einstein en su exilio en Princeton, EE. UU. Además, Zweig cultivaría la amistad de personalidades como Máximo Gorki, Rainer Maria Rilke, Auguste Rodin, Arturo Toscanini y Joseph Roth.
En 1934 publicó su triple biografía Mental Healers, a la vez un ensayo sobre el psicoanálisis y los orígenes de la ciencia cristiana (religión espiritualista fundada por Mary Baker Eddy).
Tras el aumento de la influencia nazi en Austria, Zweig se trasladó un tiempo a Londres; ya por entonces se vio en dificultades para publicar en Alemania, pese a lo cual pudo escribir el libreto para Die schweigsame Frau, ópera del compositor Richard Strauss.
Definido como «no ario», fue defendido por Strauss, quien se negó a eliminar el nombre de Zweig como libretista del cartel de la obra Die schweigsame Frau (La mujer silenciosa), estrenada en Dresde. El propio Adolf Hitler rehusó ir al estreno, como estaba planeado, y poco tiempo después, tras solo tres representaciones, la obra fue prohibida.
Pese a sus orígenes, la religión judía no fue parte de su educación. En una entrevista sostuvo:

Mi madre y mi padre eran judíos solo por un accidente de nacimiento.[cita requerida]

Sin embargo, una de sus novelas, El candelabro enterrado, narra la historia de un judío que hizo del objetivo de su vida el preservar la menorá.
Si bien sus ensayos en política fueron publicados por la casa Neue Freie Presse, cuyo editor literario era el líder sionista Theodor Herzl, Zweig nunca se sintió atraído por ese movimiento.

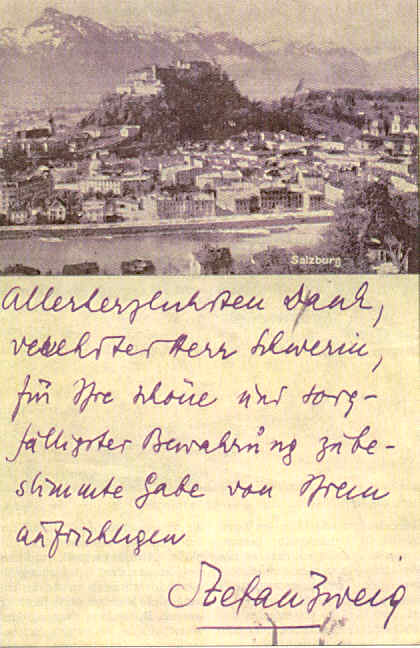
Postal de Stefan Zweig con su dedicatoria el 24 de febrero de 1927.

En 1934 Zweig inició viajes por América del Sur. En 1936 sus libros fueron prohibidos en Alemania por el régimen nazi. En 1938 se divorció de su primera esposa, Friderike Maria Zweig, quien publicó un libro sobre él luego de su deceso. Ese mismo año, tras la promulgación en Italia de las leyes raciales fascistas, su obra fue vetada también por la dictadura de Mussolini.
Al año siguiente, se casó con Charlotte Elisabeth Altmann. Tras el estallido de la Segunda Guerra Mundial, Zweig se trasladó a París. Poco después, se mudó al Reino Unido, país donde obtuvo la ciudadanía. Vivió en Bath y Londres antes de viajar a los Estados Unidos, República Dominicana, Argentina y Uruguay, con motivo de un ciclo de conferencias.
En Argentina recibió especial atención del periodista Bernardo Verbitsky, quien escribirá un ensayo acerca del visitante: Significación de Stefan Zweig (1942).
Después de la publicación de su Novela de ajedrez en 1941 se mudó a Brasil, donde escribió Brasil: una tierra del futuro (1941). En esta obra, examina la historia, economía y cultura del país americano. Citando a Américo Vespucio, describe cómo los primeros navegantes europeos vieron el Nuevo Mundo:

Si el paraíso existe en algún lugar del planeta, ¡no podría estar muy lejos de aquí!

En Petrópolis, desesperados ante el futuro de Europa y su cultura (después de la caída de Singapur), pues creían en verdad que el nazismo se extendería a todo el planeta,el 22 de febrero de 1942, él y su esposa se suicidaron.Sus criados los encontraron abrazados sobre la cama, dos vasos con veneno sobre la mesilla de noche y cuatro cartas. Se habían despedido de amigos, y dejaron sus cosas en orden (hasta una nota sobre su perro, confiado a sus amigos). Zweig había escrito:

«Creo que es mejor finalizar en un buen momento y de pie una vida en la cual la labor intelectual significó el gozo más puro y la libertad personal el bien más preciado sobre la Tierra».[cita requerida]

Con honras, pero en contra de sus deseos, fueron sepultados en el cementerio de Petrópolis. Su autobiografía El mundo de ayer, con publicación póstuma en 1942, es un panegírico a la cultura europea que consideraba para siempre perdida.

## Claves de su obra
Trabajó durante más de veinte años en su Momentos estelares de la humanidad que retrata los 14 acontecimientos de la historia mundial más importantes desde su punto de vista. Concedía particular importancia al ritmo del relato; en sus propias palabras:

...el inesperado éxito de mis libros proviene, según creo, en última instancia de un vicio personal, a saber: que soy un lector impaciente y de mucho temperamento. Me irrita toda facundia, todo lo difuso y vagamente exaltado, lo ambiguo, lo innecesariamente morboso de una novela, de una biografía, de una exposición intelectual. Sólo un libro que se mantiene siempre, página tras página, sobre su nivel y que arrastra al lector hasta la última línea sin dejarle tomar aliento me proporciona un perfecto deleite. Nueve de cada diez libros que caen en mis manos los encuentro sobrecargados de descripciones superfluas, diálogos extensos y figuras secundarias inútiles que les quitan tensión y les restan dinamismo.

Si bien fue uno de los más conocidos y reputados escritores entre 1930 y 1940, desde su muerte y a pesar de la importancia de su obra, ha sido gradualmente, pero parcialmente, olvidado.
Existen importantes colecciones de Zweig en la Biblioteca Británica y en la Universidad Estatal de Nueva York en Fredonia. La primera es el resultado de una donación de sus apoderados en mayo de 1986 e incluye una gran variedad de elementos de sorprendente rareza, entre ellos el catálogo de las obras mozartianas de propio puño y letra del compositor (Verzeichnis).
Su novela sobre María Estuardo fue publicada en alemán como Maria Stuart y en inglés como (The) Queen of Scots or Mary, Queen of Scotland and the Isles.
En algún momento, sus trabajos fueron publicados en los países anglosajones bajo el seudónimo de "Stephen Branch" (traducción literal de su apellido), en tiempos donde el sentimiento antigermánico estaba en su apogeo. Su biografía de la reina María Antonieta fue luego adaptada a una película de Hollywood protagonizada por la actriz de la Metro Goldwyn Mayer, Norma Shearer, en el papel principal. Sus escritos también inspiraron la realización de la película El Gran Hotel Budapest, dirigida por Wes Anderson y estrenada en el año 2014.
Cabe destacar su especial aportación al estudio de Dostoievski, al que admiraba profundamente por considerarlo uno de los más grandes escritores de la historia.
Sobre su propio éxito, el mismo Zweig dejó escrito que no sabía en qué virtud de sus libros se fundamentaba. Afirmó creer que se debía a que él mismo era un lector impaciente y temperamental, que busca textos que mantengan página a página su nivel. Consideraba poco interesante los diálogos demasiado extensos o las descripciones superfluas.
Maldición teatral
Como curiosidad, cabe destacar la maldición teatral con la que se inició.
Durante sus primeras representaciones teatrales hubo una serie de acontecimientos cuanto menos casuales y sospechosos, como la muerte de todos aquellos actores que deberían representar sus obras.
El primero de ellos fue Adalbert Matkowsky, quien iba a protagonizar Tersites. Días antes de la representación falleció a causa de unas fiebres.
El siguiente fue otro de los más famosos actores alemanes de la época, Josef Kainz, que iba a protagonizar El comediante transformado. Ya estaba preparando los ensayos cuando se le diagnosticó cáncer y falleció a los pocos días.
A continuación, un amigo del propio Zweig, Alexander Moissi. Zweig, por miedo a los acontecimientos, no le quiso dar ningún papel como actor de sus obras, pero, a petición del propio Moissi, accedió a colaborar en la traducción de la obra que iba a interpretar, Non si ma sai. A pesar de ello, Moissi falleció días antes del estreno a causa de una fuerte gripe.
Tampoco se libró un director del Burgtheater de Viena, Alfred Von Berger. Falleció dirigiendo la obra de Zweig La casa a orillas del mar.

## Obras

### Novela
- Ardiente secreto, 1911
- Miedo, 1920
- Los ojos del hermano eterno, 1921
- Carta de una desconocida, 1922
- Confusión de sentimientos, 1927
- Veinticuatro horas en la vida de una mujer, 1927
- El candelabro enterrado, 1937
- La impaciencia del corazón, 1939
- Novela de ajedrez, 1942
- Clarissa, 1981 (póstuma)
- La embriaguez de la metamorfosis, 1982 (póstuma)

### Cuento
- Sueños olvidados, 1900
- Primavera en el Prater, 1900
- Un holgazán, 1901
- En la nieve, 1901
- Dos solitarios, 1901
- La caminata, 1902
- Los milagros de la vida, 1904
- El amor de Erika Ewald, 1904
- La estrella sobre el bosque, 1904
- La cruz, 1906
- Escarlatina, 1908
- Historia de un ocaso, 1910
- La institutriz, 1911
- Historia en el crepúsculo, 1911
- Novelita de verano, 1911
- La leyenda de la tercera paloma, 1917
- La obligación, 1920
- Amok o el loco de Malasia, 1922
- Noche fantástica, 1922
- La mujer y el paisaje, 1922
- La colección invisible, 1925
- Hundimiento de un corazón, 1927
- Una boda en Lyon, 1927
- Episodio en el lago Leman, 1921
- La callejuela del claro de luna, 1922
- Resistencia de la realidad o Viaje al pasado, 1929
- Leporella, 1929
- Mendel, el de los libros, 1929
- Raquel litiga con Dios, 1930
- Conocimiento casual de un oficio, 1934
- Las hermanas iguales y desiguales. Un "conte drolatique", 1937
- Un ser humano memorable. Una vivencia, 1939
- La deuda pagada con retraso, 1951 (póstumo)
- ¿Fue él?, 1987 (póstumo)
- Wondrak. Un fragmento, 1990 (póstumo)

### Biografía
- Verlaine, 1905
- Verhaeren, 1910
- Marceline Desbordes-Valmore. Biografía de una poeta, 1920
- Romain Rolland, 1921
- Frans Masereel. El hombre y escultor, 1923
- Fouché. Retrato de un hombre político, 1929
- Americo Vespucio. La historia de un error histórico, 1931
- María Antonieta, 1932
- María Estuardo, 1934
- Triunfo y tragedia de Erasmo de Rotterdam, 1934
- Magallanes. El hombre y su gesta, 1938
- Montaigne, 1942 (póstuma e inconclusa)
- Balzac. La novela de una vida, 1946 (póstuma e inconclusa; completada por Richard Friedenthal)

### Autobiografía
- El mundo de ayer, 1942 (póstuma)

### Ensayo

#### Serie Los constructores del mundo
- Tres maestros (Balzac, Dickens, Dostoievski), 1920
- La lucha contra el demonio (Hölderlin, Kleist, Nietzsche), 1925
- Tres poetas de sus vidas (Casanova, Stendhal, Tolstoi), 1928

#### Otros
- Momentos estelares de la humanidad, 1927
- La curación por el espíritu (Franz Mesmer, Mary Baker Eddy, Sigmund Freud), 1931
- Castellio contra Calvino. Conciencia contra violencia, 1936
- Encuentro con libros, 1937
- Brasil. Un país de futuro, 1941
- Tiempo y mundo. Impresiones y ensayos (1904-1940), 1943 (póstumo)
- El legado de Europa, 1960 (póstumo)

### Poesía
- Cuerdas de plata, 1901
- Las primeras coronas, 1906

### Teatro
- Thersite, 1907
- Les Guirlandes précoces, 1907
- Jeremías, 1917
- La casa al borde del mar, 1911

### Diarios
- Diarios (Tagebücher, 1984). En español: Acantilado, 2021, traducción de Teresa Ruiz Rosas.

### Epistolarios publicados en español
En alemán, la correspondencia de Zweig se ha publicado en cuatro volúmenes, entre 1995 y 2005, con el título Briefe. Partiendo de esa correspondencia, se han publicado varias antologías en español.
- Correspondencia (2009), con Hermann Hesse. Traducción de José Aníbal Campos. Editorial Acantilado.
- Ser amigo mío es funesto. Correspondencia (1927-1938) (2014), con Joseph Roth. Traducción de Joan Fontcuberta y Eduardo Gil Bera. Editorial Acantilado.
- Correspondencia (1912-1942) (2018), con Friderike Zweig. Traducción de Joan fontcuberta. Editorial Acantilado.
- Correspondencia (1931-1935) (2022), con Richard Strauss. Traducción de Carlos Fortea. Editorial Acantilado.
- De un mundo a otro. Correspondencia (1910-1918) (2024), con Romain Rolland. Traducción de Núria Molines y José Aníbal Campos. Editorial Acantilado.
- Correspondencia con Sigmund Freud, Rainer Maria Rilke y Arthur Schnitzler (2024). Traducción de Rosa Sala Carbó. Editorial Paidós.

### Biografías de Stefan Zweig
- Marchamalo García, J. (2019). Stefan Zweig, la tinta violeta. Nórdica. ISBN 9788417651176